# Grote veldbies
De grote veldbies (Luzula sylvatica) is een overblijvend kruid uit de russenfamilie (Juncaceae). De plant staat op de Nederlandse Rode Lijst van planten als zeldzaam, maar stabiel of toegenomen. De grote veldbies komt van nature voor in Europa en Azië tot de Kaukasus, in Europa vooral in het westen en zuiden. Het aantal chromosomen is 2n = 12.
Het is een pollenvormende plant met een schuin omhoogstaande wortelstok en korte, dikke uitlopers. De glanzende, donkergroene, stijve, 10-30 cm lange, 5-20 mm brede, wortelbladeren zijn aan de rand dicht bewimperd. De stengelbladeren zijn veel korter en smaller dan de wortelbladeren. De plant wordt 30-100 cm hoog.

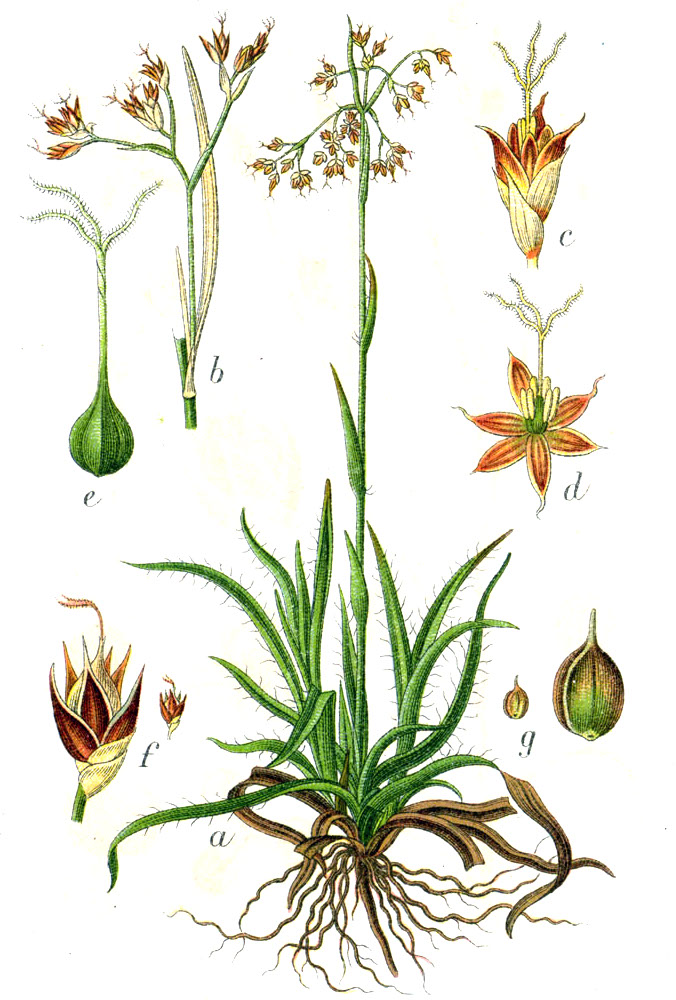
Grote veldbies

De plant bloeit van april tot in juni. De tweeslachtige bloemen zitten in groepjes van twee tot acht aan de takken van een rijk vertakte, vaak tuilvormige bloeiwijze. De schutbladen zijn korter dan de bloeiwijze. De 3-3,5 mm grote bloemdekbladen zijn bruin met een witvliezige rand en kunnen een groene middenstreep hebben. De binnenste drie bloemdekbladen zijn langer dan de buitenste drie. De stamper heeft drie, lange stempels.
De vrucht is een driehokkige, driekantigkegelvormige, lang toegespitste, kastanjebruine doosvrucht met een vrij lange snavel. In de vrucht zitten drie, 1-1,5 mm lange zaden. Aan het zaad zit een mierenbroodje. De vrucht is net zo lang als de bloemdekbladen.
De plant komt voor in loofbossen op leemgrond, vooral op steile hellingen en in brongebieden. De grond moet vochtig tot nat zijn en zuur. 